# The Apotheosis of Washington

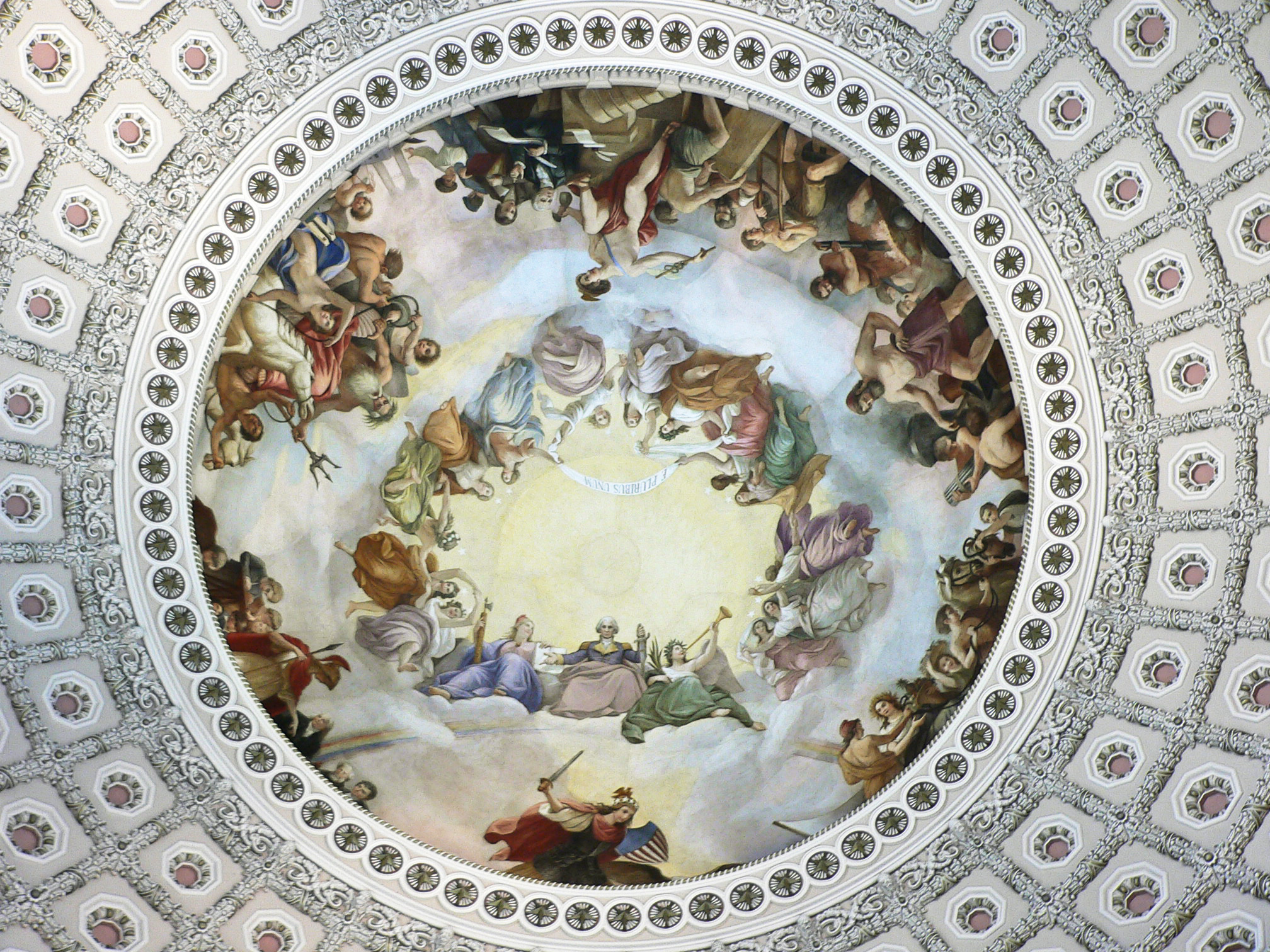
The Apotheosis of Washington

The Apotheosis of Washington (deutsch Die Apotheose Washingtons) ist ein im Jahre 1865 gemaltes Fresko des italienischen Künstlers Constantino Brumidi. Es befindet sich in etwa 55 Metern Höhe in der Spitze der Kuppel der Rotunde des Kapitols der Vereinigten Staaten. Brumidi malte das 433,3 m² große Fresko in elfmonatiger Arbeitszeit unmittelbar nach Ende des Sezessionskriegs.

## Symbole
The Apotheosis of Washington zeigt den ersten US-Präsidenten George Washington bei seiner allegorischen Gottwerdung (Apotheose), Jupiter Indiges. Washington, in Uniform und einem purpurnen Umhang mit einem Regenbogen zu seinen Füßen, ist dabei umrundet von Figuren der griechischen und der römischen Mythologie. Zu seiner Linken ist die römische Göttin der Freiheit, Libertas, dargestellt, zu seiner Rechten, in grün gekleidet, findet sich die griechische Siegesgöttin Nike. Libertas trägt dabei eine rote Kappe, in der römischen Geschichte ein Symbol für Emanzipation oder befreite Sklaven.
Zwischen Libertas und Nike bilden 13 Jungfrauen mit einem Stern über ihrem Kopf einen Kreis. Sie repräsentieren die dreizehn ursprünglichen Kolonien. Einige von ihnen halten dabei ein Banner mit den Worten E pluribus unum, dem Symbol für die Lossagung der dreizehn Kolonien von den europäischen Mächten. Insgesamt drei der Jungfrauen sind von Washington abgewandt dargestellt, sie sollen die Abkehr einiger Kolonien von der gemeinsamen Union repräsentieren (siehe Sezessionskrieg).
In einem weiteren Kreis um Washington, den beiden Gottheiten und den dreizehn Jungfrauen finden sich sechs Szenen, die jeweils allegorisch eine Konstituante des amerikanischen Staates darstellen: Krieg, Wissenschaft, Seefahrt, Handel, Mechanik und Landwirtschaft. Aufgrund der architektonischen Gegebenheiten sind die sechs Szenen am Rande des Freskos nicht in Gänze zu sehen.
| Szene | Beschreibung der sechs Szenen des äußeren Kreises |
| ----- | --- |
|       | Krieg Die Columbia (Libertas) befindet sich direkt unter Washington und symbolisiert den Krieg. Dargestellt ist eine Frau, die mit erhobenem Schwert und einem Schild in den Farben der Flagge der Vereinigten Staaten für Freiheit und gegen Tyrannei und Monarchie kämpft. Unterstützt wird Columbia dabei von einem Weißkopfseeadler (Adler des Jupiter), der in seinen Füßen Pfeile trägt (Reminiszenz an das Große Siegel der Vereinigten Staaten).                        |
|       | Wissenschaft Minerva, die römische Göttin der Handwerker und der Weisheit, ist mit einem Speer dargestellt. Sie deutet auf bedeutende Erfindungen, etwa einen Generator, eine Batterie und eine Druckerpresse. Umrahmt wird sie von Wissenschaftlern und Erfindern wie Benjamin Franklin, Samuel F. B. Morse und Robert Fulton. |
|       | Seefahrt Diese Darstellung zeigt Neptun, den römischen Gott des Meeres, mit einem Dreizack und einer Krone aus Seegras. Er fährt in einer Kutsche, die von Seepferdchen gezogen wird. Begleitet wird er dabei von Venus, der römischen Göttin der Schönheit, die der Sage dem Meer entstieg. Venus unterstützt weitere dargestellte Personen dabei, das transatlantische Seekabel zu verlegen, das Amerika mit Europa verbindet. Im Hintergrund befindet sich ein Kriegsschiff. |
|       | Handel Merkur, der römische Gott des Handels, übergibt dem amerikanischen Finanzier des Unabhängigkeitskrieges, Robert Morris, einen Beutel mit Gold. Zu seiner Linken heben Männer eine Kiste auf eine Sackkarre, zu seiner Rechten leiten ein Anker und Segler zur Darstellung der Seefahrt über. |
|       | Mechanik Vulcanus, der römische Gott des Feuers, der Blitze und der Handwerker, wird an einem Amboss stehend dargestellt. Sein Fuß ruht dabei auf einer Kanone, daneben finden sich mehrere Kanonenkugeln. Im Hintergrund befindet sich eine Dampfmaschine. Es wird vermutet, dass ein weiterer Mann, der an einer Esse arbeitet, Charles Thomas darstellt. Thomas überwachte die Eisenarbeiten beim Bau des Doms des Kapitols.                                                 |
|       | Landwirtschaft Diese Darstellung zeigt Ceres, die römische Göttin der Landwirtschaft, mit einem Gebinde aus Weizen und einem Füllhorn, dem Symbol des Überflusses. Sie sitzt dabei auf einer Erntemaschine des amerikanischen Herstellers McCormick. Die Personifikation des Jungen Amerika hält die Zügel der Pferde, während die römische Göttin der Blüte, Flora im Vordergrund Blumen pflückt.                                                                              |

## Rezeption
Das Fresko The Apotheosis of Washington wird in Dan Browns Roman Das verlorene Symbol thematisiert.